# Isopsera vaga
Isopsera vaga är en insektsart som beskrevs av Brunner von Wattenwyl 1878. Isopsera vaga ingår i släktet Isopsera och familjen vårtbitare. Inga underarter finns listade i Catalogue of Life.